# Adam Hieronim Sieniawski (pisarz polny koronny)
Adam Hieronim Sieniawski (ur. 1623/1624, zm. 25 stycznia 1650) – hrabia na Szkłowie i Myszy, pisarz polny koronny w latach 1649-1650, starosta generalny ruski w latach 1648-1650.
Syn Prokopa Sieniawskiego i Anny Eufrozyny Chodkiewicz.

## Życiorys
Urodził się w roku 1623 lub 1624; po śmierci ojca od 1627 roku był pod opieką matki, a także babki Katarzyny Sieniawskiej, przebywał w Brzeżanach. W latach 1636–1640 studiował w kolegium Nowodworskiego w Krakowie, 15 lutego 1637 roku król Władysław IV przyznał mu pełnoletniość. Posiadał zdolności poetyckie i oratorskie. Odziedziczył ogromne majętności, na które składały się dobra podolskie i ruskie (klucze oleszycki, brzeżański, tarnorudzki, satanowski, zińkowski, międzybrzeski), wołyńskie (Granów), litewskie (Mysz i Szkłów). 8 września 1641 roku przybył do Warszawy na sejm walny. 15 lutego 1643 roku poślubił Elżbietę (Wiktorię Elżbietę) Potocką (zm. 1673), córkę Stanisława Potockiego („Rewery”). W 1645 roku w Międzybrzeżu urodził się syn Mikołaj Hieronim Sieniawski.
W 1646 roku wyruszył z pocztem zbrojnym, wspólnie z hetmanem polnym koronnym Mikołajem Potockim, przeciw Tatarom. Blisko związany z obozem królewskim popierał plany wojenne przeciw Turcji. Dnia 5 lutego 1648 roku został starostą lwowskim. Wyznaczony komisarzem do rady wojennej w 1648 roku. Wiosną 1648 roku wyruszył pod komendą hetmanów Mikołaja Potockiego (wielkiego koronnego) i Marcina Kalinowskiego (polnego koronnego) przeciw powstańcom Bohdana Chmielnickiego (kozackiego hetmana). Jego dragoni i nadworni Kozacy wraz z Kozakami rejestrowymi przyłączyli się do Chmielnickiego, co przyczyniło się 17 maja 1648 roku do klęski nad Żółtymi Wodami. Podczas odwrotu z Korsunia do Bohusławia dostał się do niewoli, ale został zwolniony za obietnicę okupu. Powrócił do Lwowa i prowadził dalsze przygotowania do wojny z Kozakami; 23 września 1648 roku walczył w bitwie pod Piławcami. Następnie brał udział w sejmie elekcyjnym. Podpisał pacta conventa Jana II Kazimierza Wazy w 1648 roku. W lipcu 1649 roku uczestniczył w obronie Zbaraża. Na sejmie 1649/1650 roku jako poseł wyznaczony z koła poselskiego na komisarza komisji wojskowej lubelskiej, która zająć się miała wypłatą zaległych pieniędzy wojsku.
Zmarł 25 lub 26 stycznia 1650 roku. Okazała ceremonia pogrzebowa odbyła się w kościele Bożego Ciała OO. Dominikanów we Lwowie. Został pochowany w kościele zamkowym w Brzeżanach.